# فرشته خانم
فرشته خانم (به فرانسوی: Mademoiselle Ange) یک فیلم کمدی رمانتیک فرانسوی-آلمانی به نویسندگی و کارگردانی گیزا فون رادونی با بازی رومی اشنایدر، آنری ویدال و ژان-پل بلموندو است.